# Alfonso Serventi
Alfonso Serventi fue un deportista italiano que compitió en remo. Ganó dos medallas en el Campeonato Europeo de Remo, plata en 1907 y bronce en 1908.

## Palmarés internacional
| Campeonato Europeo | Campeonato Europeo    | Campeonato Europeo | Campeonato Europeo |
| Año                | Lugar                 | Medalla            | Prueba             |
| ------------------ | --------------------- | ------------------ | ------------------ |
| 1907               | Estrasburgo (Francia) | Medalla de plata   | Ocho con timonel   |
| 1908               | Lucerna (Suiza)       | Medalla de bronce  | Ocho con timonel   |